# Christoph Arnold

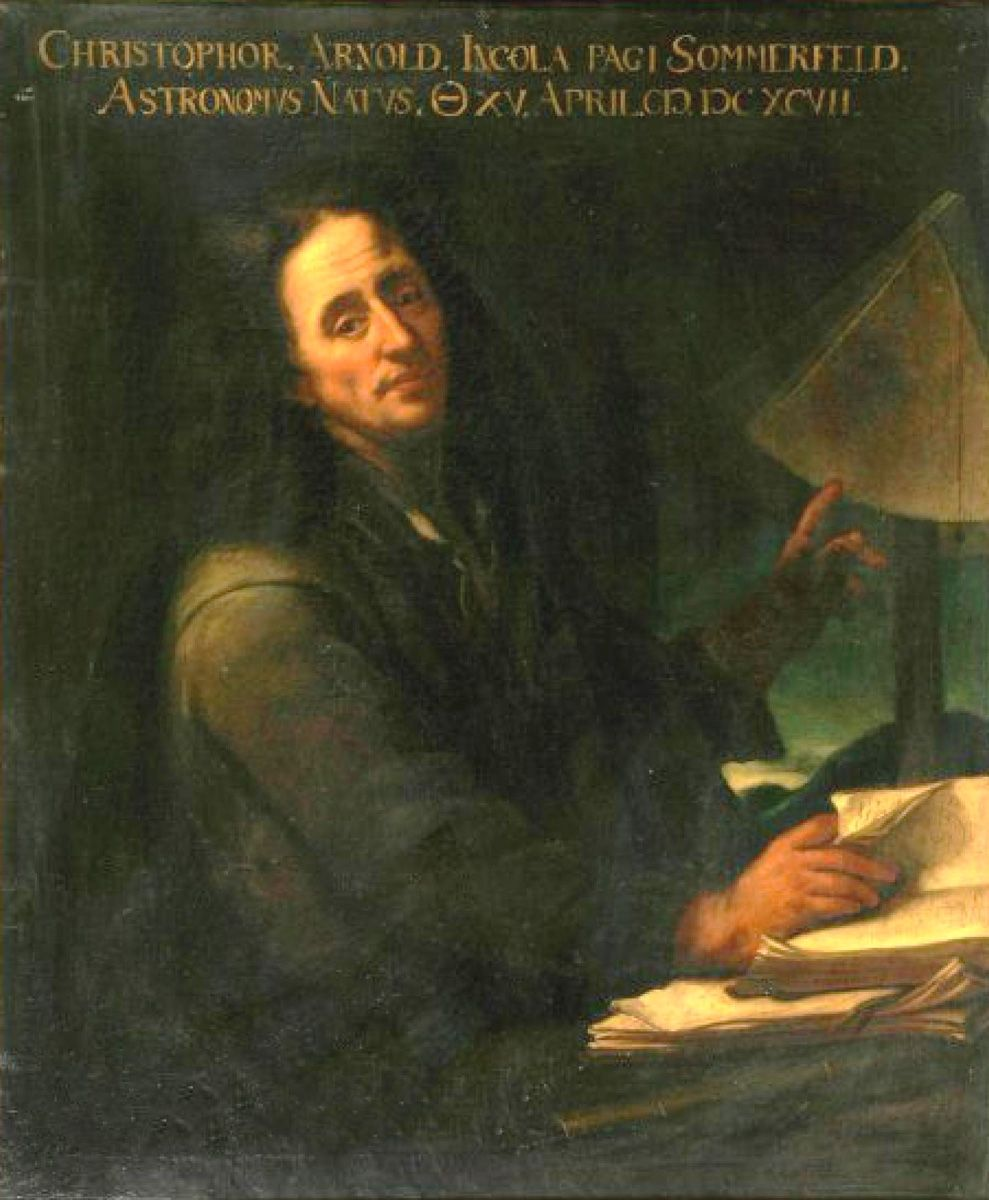
Christoph Arnold

Christoph Arnold (Sommerfeld in Leipzig, 17 december 1650 – Leipzig, 15 april 1695) was een Duits amateurastronoom.

## Biografie
Arnold oefende het beroep van landbouwer uit, die daarnaast een buitengewone interesse had in astronomie. Hij was een autodidactische astronoom. Hij ontdekte de grote komeet van 1683 8 dagen voor Johannes Hevelius. Hij observeerde eveneens de Grote komeet van 1686 samen met Gottfried Kirch. In die tijd ontmoette Kirch zijn tweede vrouw Maria Margarethe Winckelmann (1670–1720) die eveneens astronomie geleerd had van Arnold.
Arnold observeerde ook de overgang van Mercurius op 13 oktober 1690. Voor zijn vele werk kreeg hij van de stad Leipzig een beetje geld en een belastingvermindering. Hij schreef tevens het boek Göttliche Gnadenzeichen, in einem Sonnenwunder vor Augen gestellt (Leipzig, 1692) waarin de gegevens van de overgang van Mercurius van 1690 beschreven staan.

## Eerbetoon
- De krater Arnold op de maan is naar hem genoemd.
- In de deelgemeente Sommerfeld van Leipzig heeft men een plein de naam Arnoldplatz gegeven. [1]